# Cyphochilus bilobus
Cyphochilus bilobus är en orkidéart som först beskrevs av Johannes Jacobus Smith, och fick sitt nu gällande namn av Rudolf Schlechter. Cyphochilus bilobus ingår i släktet Cyphochilus, och familjen orkidéer. Inga underarter finns listade i Catalogue of Life.